# Pepperminta
Pepperminta ist der erste Spielfilm der Schweizer Künstlerin Pipilotti Rist aus dem Jahr 2009. Der in Wien und St. Gallen gedrehte Experimentalfilm handelt von einer Gruppe von Freunden, die sich auf eine Reise begeben, um die Welt durch Farbe zu retten. Er wurde am 5. September 2009 bei den 66. Internationalen Filmfestspielen von Venedig in der Sektion Horizonte (Orizzonti) uraufgeführt.

## Handlung

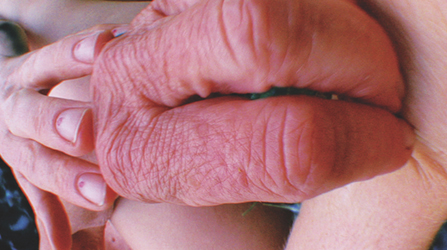
Pepperminta Videostill

Pepperminta ist eine Frau, die in ihrer eigenen Welt lebt. Zusammen mit ihrer Schwester Edna zieht sie durch Wien und Zürich. Rist sagte, die beiden seien im Raum vor dem Sündenfall, «jenseits von Gesellschaftsschichten oder Zeitreferenzen». Pepperminta hat ein sehr besonderes Verhältnis zu Farben und deren Wirkungen auf Menschen und Situationen. Sie kämpft gegen gesellschaftliche Konventionen und Ängste. Damit folgt sie den Prinzipien, die nach Rists Angaben auch ihre Kunst prägen.

## Konzeption und Entstehung
Rists Absicht war es, ihren künstlerischen Ansatz vom Medium Video in das Medium Film zu transponieren. Der Unterschied zu den Videos besteht abgesehen vom Format darin, dass der Film eine Spielfilmhandlung aufweist.
Von 2005 bis 2009 arbeitete Rist an diesem Film. Chris Niemeyer, der mit Rist das Drehbuch schrieb, beschreibt, dass ein halbes Jahr lang jeden Tag von Mittag bis 18 Uhr am Drehbuch gearbeitet wurde. Der Zeitrahmen sei eisern gewesen. Gefilmt wurde im Alten Rhein und im Freibad. Weitere Schauplätze sind unter anderem die Universität Wien und die Strassenbahnstation beim Maria-Theresien-Platz. 
Der Name der Titelfigur geht wie Rists Künstlername auf Pippi Langstrumpf zurück, die mit einem ihrer Vornamen Pepperminta heißt.

## Veröffentlichung und Budget

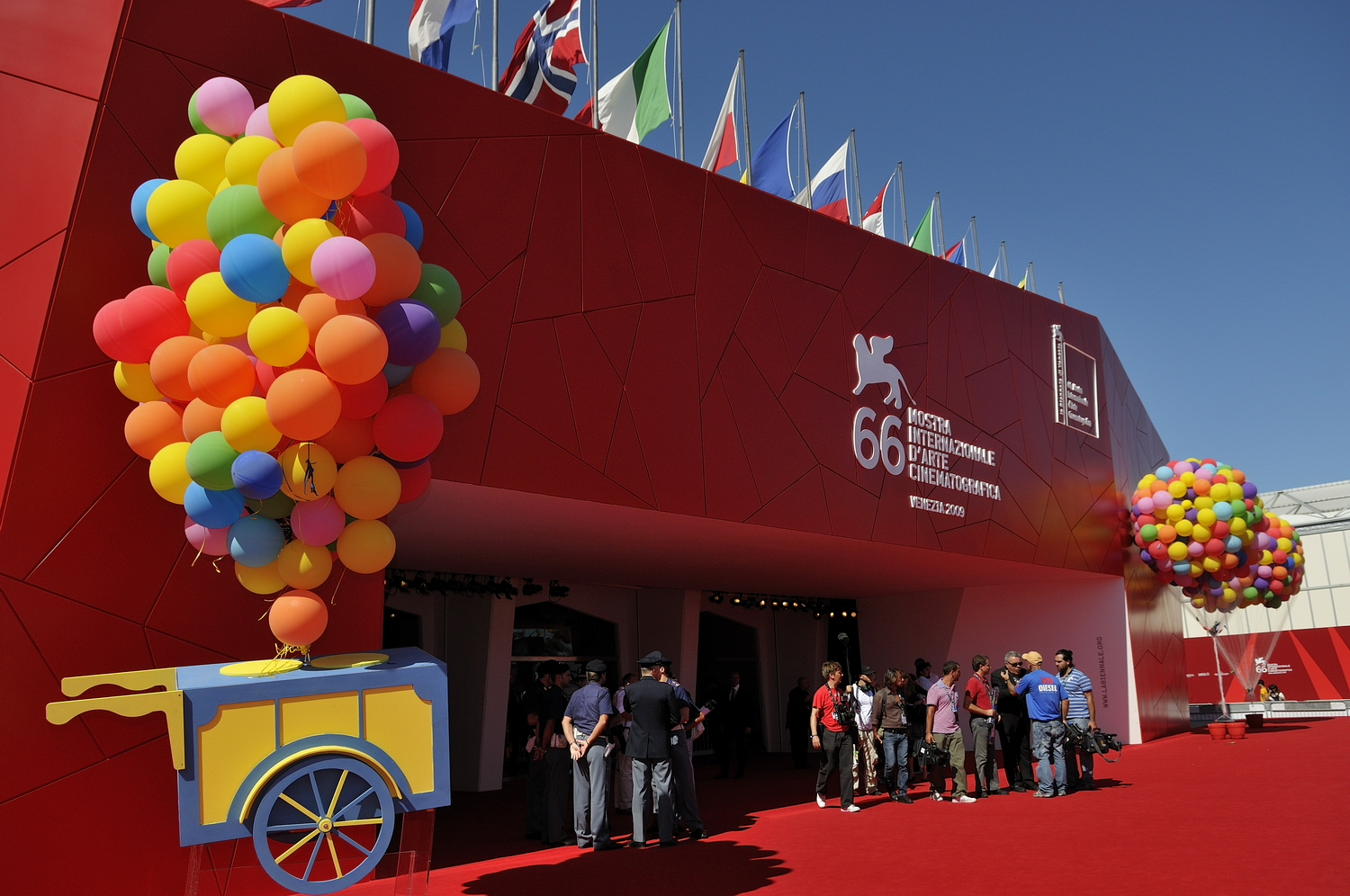
66. Internationale Filmfestspiele von Venedig 2009

Pepperminta wurde am 5. September 2009 bei den 66. Internationalen Filmfestspielen von Venedig in der Sektion Horizonte (Orizzonti) uraufgeführt und hatte am 10. September 2009 seinen offiziellen Kinostart in deutschsprachigen Kinos. Der Kinostart in der französischsprachigen Schweiz war am 3. Februar 2010. Der Film wurde unter anderem zum Sundance Film Festival, zum Internationalen Filmfestival Rotterdam, zum Filmfest Hamburg, zum Durban International Film Festival und zum Leeds International Film Festival eingeladen.
Das Budget wird auf 2 Millionen Euro geschätzt.

## Rezeption
Die Reaktion des Filmpublikums war zwiespältig, bei den an Gegenwartskunst Interessierten fand Pepperminta aber durchgehend Beifall.
Eduard Ulrich sieht den Film mit gemischten Gefühlen und gibt ihm 3 von 5 möglichen Sternen auf cineman.ch: «Pepperminta, die künstlerisch begabte Schwester Pippi Langstrumpfs und wohl das Alter Ego Pipilotti Rists, verführt mit ihrem kindlichen Charme und ihrem nackten Körper. Dass die Botschaft bald klar ist, schadet nichts. Wenn man nicht rätseln muss, worum es geht, bleibt der Kopf frei für den Rausch der Bilder. Die sind klar und sauber – Rist ist vom Fach, sie beherrscht Zeitlupe, -raffer und Fischauge, setzt sie extensiv ein, fast exzessiv. Dramaturgisch verhebt die Folge von Episoden und Video-Clips der hochbegabten und -gebildeten Rist aber noch nicht.»
Gini Brenner von Skip schreibt: «Ihr erster Kinofilm ist ein fröhlich-absurder, unbeschwert überhöhter Trip voller grotesker Szenen und wunderschöner Bilder, der wie in ihren welberühmten Installationen scheinbare Naivität mit tiefem politischen Bewusstsein und gro[ss]er künstlerischer Dichte vereint.»
Laut Chris Niemeyer, der mit Rist das Drehbuch erarbeitete, sei der Grundgedanke des Märchens Pepperminta gewesen, die Welt von der Angst zu befreien.
Das Lexikon des internationalen Films zog das Fazit: «Eine visuell grandios inszenierte Komödie mit psychedelischen Anklängen und vielen Seitenhieben gegen das Establishment.»

## Auszeichnungen
- 2009: Festival de Cine Europeo de Sevilla, President of the Jury’s Extraordinary Award (Nicolas Roeg)[9]
- 2010: Miami International Film Festival – Grand Jury Prize in der Kategorie Cutting the Edge & Cutting the Edge Video Art Competition als (ein) Cutting the Edge Feature Film.[10]

## Weiterführung
Rist verarbeitete Filmmaterial, das für Pepperminta entstanden war, in ihrem Video Tender Room. Es wurde 2011 im Wexner Center for the Arts in Columbus, Ohio, gezeigt, das von Peter Eisenman 1989 entworfen worden war. Die Bilder stellen Eva und eine paradiesische Vegetation ins Zentrum und schufen ein Gegengewicht zur emotionalen Kühle des Gebäudes. Das Video wurde auf sechs herabhängende Leinwände projiziert. An der Vorhangfassade, die den Sichtbereich abschloss, war Klebefolie, meist in Rosa, angebracht. Sitzmöbel in passender Farbe und Größe luden zum gemeinsamen Genießen von Kunst ein. Es gelang Rist, die Raumwahrnehmung grundlegend zu verändern und eine Verbindung zwischen zwei Ordnungen zu erzeugen, die auf den ersten Blick unvereinbar schienen: Eisenmans abweisende Hyperrationalität und Rists Gefühlswelt, die Verletzlichkeit zulässt. Rist stellte in einem Gespräch mit Richard Julin Pepperminta in eine Reihe mit späteren Videos: In Pepperminta lebe die Hauptfigur im Raum vor dem Sündenfall, in Liberty, A Statue For Löndon sei sie zurück in die Zivilisation gekommen, und in Tyngdkraft, var min vän überwinde sie zusammen mit einer androgynen Person Jahreszeiten und Schwerkraft, sie fliege weg von der Welt.